# Márfa
Márfa is een plaats (község) en gemeente in het Hongaarse comitaat Baranya. Márfa telt 225 inwoners (2001).